# 張篤倫
張篤倫（1894年8月11日—1958年10月2日），字伯常，生於湖北省安陸縣，職業軍人與政治人物，最高軍階為中華民國陸軍中將，中國國民黨籍，曾任重慶市長及湖北省長。

## 生平

### 清末民初的活動
清末，入湖北武昌陸軍第三中学堂，在校期间加入中国同盟会。1911年（宣統3年）10月武昌起義爆发，赴上海到陳其美麾下任上海警衛司令。11月，回到武漢，任黄興的鄂軍总司令部参謀。中華民国成立後，任鄂軍第5師副官長。1915年（民国4年）被出身湖北的晋北鎮守使孔庚任命为参謀。其间，他同夏斗寅成为好友。
1916年，一度赴山西参加晋軍，不久返回家乡任鄂軍第1師参謀長。1917年（民国6年），石星川为响应孫文（孫中山）的護法運動組織了湖北靖国軍第1軍，、夏斗寅加入该军，任参謀長。此后，该军遭北京政府的湖北督軍王占元派吴光新率部歼灭，、夏斗寅退往岳州（湖南省）。在新获擁立的南方政府派的鄂軍总司令李書城麾下，任第1梯团团長，夏斗寅任第2梯团团長。

### 从北伐到抗日战争
1919年（民国八年），、何成濬投向广東，任广東海疆軍第1混成旅参謀長，代理旅長职务。同年9月辞任。1923年（民国十二年），赴四川，任頼心輝所率的四川边防軍的高級参謀。此后，再未任过前线指挥官。1924年，他再度赴广東省，会见了孫文。1926年（民国十五年）秋，作为四川各軍的代表，同蒋介石进行交涉，讨论川军呼应北伐而易幟之事。11月，赴漢口，历任漢口市公安局局長、代理市長，翌年辞職回到四川。
1929年（民国十八年），任陸軍第5路軍第9軍副軍長，9月改任国軍編遣委員会直轄第1編遣分区办事处委員。1932年（民国二十一年）6月，任国民政府軍事参議院中将参議，7月兼任蒙藏委員会委員。1936年（民国二十五年）6月，任陝西省第6行政督察專員兼保安司令。1938年（民国二十七年）9月，任重慶行轅办公厅副厅長，翌年2月任西昌行轅主任。1940年（民国二十九年）11月，任新设立的川康经济建設委員会委員，12月获授陸軍中将。1945年（民国三十四年）5月，当选中国国民党第六届候补中央監察委員。

### 对国共内战的消極姿态
抗日战争结束後，国民政府首腦蒋中正在西昌策划以武力罢免雲南省政府主席龙云之际，保守機密，获得蒋介石信任。1945年11月，任重慶市市長。对第二次国共内战的推進并不積極，和中国民主同盟支持的重慶市参議会議長胡子昂合作维护言論自由，推进市政建設。
1948年4月，改任湖北省政府主席，9月兼任華中剿匪总司令部政務委員会委員。和任重慶市市長時期一样，认同内战反对派主张的言論自由，同華中剿匪总司令白崇禧周旋，协助了湖北和平運動。然而，白崇禧帮助李宗仁当选副总統后，白崇禧、李宗仁仍然积极进行内战。張篤倫对此十分不满，在西南軍政長官公署軍政長官張群的劝說下，于1949年2月辞去湖北省政府主席职务，6月任西南軍政長官公署政務委員会委員兼秘書長。第二次国共内战末期，中国人民解放軍逼近重慶，逃往香港，后来又转赴台湾。在台湾，从政坛完全引退。
1958年10月2日，病逝于台北市。享年67岁。

## 家庭
其子張澄基為佛學家。